# Jochumsson
Jochumsson ist ein männlicher isländischer Name.

## Herkunft und Bedeutung
Der Name ist ein Patronym und bedeutet Jochums Sohn. Die weibliche Entsprechung ist Jochumsdóttir (Jochums Tochter).

## Namensträger
- Ingvar Jochumsson (* 1989), isländischer Turner
- Matthías Jochumsson (1835–1920), isländischer Nationaldichter und Pfarrer